# Plancoët
Plancoët település Franciaországban, Côtes-d’Armor megyében. Lakosainak száma 3095 fő (2022. január 1.). Plancoët Bourseul, Corseul, Créhen, Pluduno és Saint-Lormel községekkel határos.

## Népesség
A település népességének változása:
| Lakosok száma | 2304 | 2489 | 2589 | 2934 | 3084 | 3035 | 3013 | 2996 | 3018 | 3095 |
|               | 1968 | 1982 | 1999 | 2006 | 2011 | 2015 | 2017 | 2018 | 2020 | 2022 |